# Imbophorus aptalis
Imbophorus aptalis är en fjärilsart som beskrevs av Walker 1864. Imbophorus aptalis ingår i släktet Imbophorus och familjen fjädermott. Inga underarter finns listade i Catalogue of Life.